# Bill Mazeroski
William Stanley Mazeroski (ur. 5 września 1936) – amerykański baseballista, który występował na pozycji drugobazowego przez 17 sezonów w Pittsburgh Pirates.

## Przebieg kariery
Mazeroski podpisał kontrakt jako wolny agent z Pittsburgh Pirates w 1954 roku i początkowo grał w klubach farmerskich tego zespołu, w Williamsport Grays i Hollywood Stars. W Major League Baseball zadebiutował 7 lipca  1956 w meczu przeciwko New York Giants, w którym zaliczył uderzenie. Dwa lata później po raz pierwszy wystąpił w Meczu Gwiazd i po raz pierwszy otrzymał Złotą Rękawicę.
W sezonie 1960 wystąpił w World Series, w których Pirates pokonali New York Yankees 4–3; w ostatnim, siódmym meczu w drugiej połowie dziewiątej zmiany przy stanie 9–9, zdobył decydującego o zwycięstwie home runa, po piłce narzuconej przez Ralpha Terry'ego. W 1971 wystąpił w jednym meczu w zwycięskich dla Pirates World Series. Po raz ostatni zagrał 4 października 1972. W 2001 został wybrany do Galerii Sław Baseballu.

## Nagrody i wyróżnienia
| Nagroda/wyróżnienie                      | Lata                                                             | Źródło      |
| 10× All-Star                             | 1958, 1959¹, 1959², 1960¹, 1960², 1962¹, 1962², 1963, 1964, 1967 | [ 1 ]       |
| 8× Gold Glove Award                      | 1958, 1960, 1961, 1963, 1964, 1965, 1966, 1967                   | [ 4 ]       |
| 2× zwycięzca w World Series              | 1960, 1971                                                       | [ 5 ] [ 7 ] |
| Babe Ruth Award                          | 1960                                                             | [ 9 ]       |
| Baseball Hall of Fame                    | od 2001                                                          | [ 8 ]       |
| # 9 zastrzeżony przez Pittsburgh Pirates | 1987                                                             | [ 10 ]      |